# Buday Ferenc
Buday Ferenc (teljes neve: Buday Antal Ferenc; Budapest, 1951. január 29. –) 119-szeres válogatott magyar kézilabdázó, jelenleg kézilabdaedző, számos magyar valamint külföldi kézilabda-csapat illetve válogatott szakmai munkáját irányította eddig. Legutóbb a Magyar férfi kézilabda-bajnokság első osztályában szereplő Mezőkövesdi Kézilabda Club férfi felnőtt kézilabda-csapatának vezetőedzője volt.

## Pályafutása játékosként
Buday Ferenc a Budapest Honvéd kézilabda-csapatának játékosaként kétszer nyerte meg a magyar bajnokságot, 1972-ben és 1976-ban, valamint egyszeres kupagyőztes lett ugyanezzel az alakulattal 1971-ben. 1977-ben, immáron a Szegedi Volán tagjaként ismét elhódította a magyar kupát. Megfordult még a Hódikötben is, ez utóbbi csapatot játékos-edzőként is irányította. A magyar kézilabda-válogatottal 2 világbajnokságon vett részt. 1974 -ben a 7. míg 1978-ban a 9. helyezést érte el csapatával. Az 1976-os montreali Olimpián is a magyar válogatott tagja volt, itt 6. lett csapatával. 28 évesen egy súlyos térdsérülés miatt abba kellett hagynia a minőségi játékot, a sportágtól azonban nem szakadt el, elkezdett edzősködni. 2004-ben a svájci negyedosztályban – a Winterthur trenírozása mellett - ismét pályára lépett játékosként.

## Pályafutása edzőként
Buday Ferenc edzőként igen gazdag pályafutást tudhat maga mögött. Az 1979-ben kezdődő edzői tevékenysége óta Magyarország mellett külföldön is megfordult, dolgozott Olaszországban (hét év alatt három csapatnál), Svájcban, valamint Izlandon is. Az 1980-81-es idényben korábbi csapatát, a Szegedi Volánt irányíthatta. Az 1980-as évek közepén Hódiköt SE NB I-es gárdájának játékos-edzője volt Vásárhelyen. A Hódiköttel, három év alatt két osztályt lépett előre, majd a gárdát az NB1-ben is irányította. Ugyanezt a bravúrt egyébként, mármint, hogy három év alatt két osztályt lépett előre, egy olasz csapattal, a Teramoval, is megismételte. Később még 2 másik itáliai együttest is irányított, a Rubierat, illetve Gaetat.
Buday nemcsak felnőtt csapatokat irányított, hanem az utánpótlás-nevelésből is kivette a szerepét. 1997-ben az ifjúsági Európa-bajnokságon bronzéremig vezette a korosztályos magyar válogatottat. 1998-ban a junior EB-n ismét 3. helyig vezette a magyar csapatot. Ebben az időszakban a Pick Szeged csapatánál is az utánpótlás-neveléssel foglalkozott. Egy rövid időre, Skaliczki László távozása után, az 1998/1999-es bajnoki idényre átvette a Pick Szeged felnőtt csapatának irányítását is, amellyel bronzérmet szerzett. Ez volt pályafutása során a második alkalom, hogy a tisza-parti gárdát irányíthatta 1980 után.
Ezt követően egy kisebb svájci kitérő következett, s Buday 1999 és 2001 között Pfadi Winterthur csapatánál dolgozott. Kezdetben itt is az utánpótlásban kapott feladatot. Nagy szerepe volt abban, hogy a Pfadi juniorjai svájci bajnokságot nyertek 2000-ben. A 2000/2001-es idényben a felnőtt csapat mellett is dolgozott Jae-Won Kang segédedzőjeként. E 2 edzővel a svájciak nemzetközi szinten igen szépen szerepeltek. A Challenge-kupa döntőjéig jutottak, ahol a jugoszláv RK Jugovic Kać tudta csak őket legyőzni 2 nagyon izgalmas mérkőzés során. A hazai mérkőzésen az alpesiek egy 27-27-es döntetlent értek el, a visszavágón pedig 4 góllal, 26-22-re kaptak ki a vajdaságiaktól. A bajnokságban és kupában nem termett babér a winterthuriaknak ebben az idényben. Ezt követően Buday távozott a csapattól.
Svájcból hazatérve 2001 szeptemberében Buday az NB 1-ben újoncként szereplő Every Day Orosháza kézilabda-csapatának irányítását vette át Bajusz Józseftől. Az alapszakaszban az 5. helyet szerezte meg csapatával a mester, amit a rájátszásban sikerült még egy hellyel javítani, így összesítésben a 4. helyen zárt az élvonal új gárdája. Ezzel nagy meglepetésre a békésiek elnyerték a nemzetközi kupaszereplés jogát, s indulhattak az EHF-kupában.
2002 májusában Buday Ferencet a Pick Szeged után egy újabb magyar patinás egyesület, a Dunaferr SE férfi kézilabda-csapata kereste meg. Miután az Imre Vilmos által irányított dunaújvárosiak a Kupagyőztesek Európa Kupájának elődöntőjében kiestek a német Flensburg-Handewitt-től, s vereséget szenvedtek a bajnokság rájátszásában a Pick Szeged valamint a Fotex-Veszprém csapatától, a klub vezetői edzőváltásra szánták el magukat. Az új évre egy tapasztalt magyar edzőt kívántak szerződtetni. E szempontoknak Buday megfelelt, s 2002. július 1-jétől ő lett a dunaújvárosiak edzője. A felek egy plusz egyéves megállapodást kötöttek. A 2002-2003-as bajnoki évadban bronzérmet szerzett csapatával az új tréner, a Magyar Kupában a negyeddöntőig, az EHF-kupában pedig elődöntőig vezette klubját. Ez utóbbi sorozatban az elődöntőben egy bombaerős ellenfél volt a siker gátja, az orosz Lukoil-Dynamo Astrakhan. Mindössze 2 gól hiányzott a döntőbe jutáshoz a magyar csapatnak úgy, hogy idegenben 2 gólos győzelmet aratott a Buday-alakulat, s hazai pályán 3 gólos vereséget szenvedett. Szűk 1 év után ezek az eredmények nem voltak elegendőek a vezetőségnek, s 2003. április 7-én menesztették az edzőt. A hivatalos közleményben a bajnokságban elszenvedett váratlan pont-vesztések, a csapat mutatott játéka és utolsó sorban a nemzetközi porondról való búcsúzás szerepelt az edző-csere indokaként.
A magyar edzőnek ezután nem sokáig kellett új kihívásra várnia, mivel a bajnoki aranyérmet és kupaelsőséget szerző svájci Pfadi Winterthur a távozó Goran Perkovac helyére szemelte ki Budayt. A 2 fél már korábbról ismerte egymást, mivel a magyar tréner 1999 és 2001 között dolgozott ennél a csapatnál. A Bajnokok Ligájában érdekelt svájci alakulat 2 éves szerződést kötött Budayval, aki 2003 augusztusában állt munkába az alpesi országban. Az első komoly megmérettetés az ugyanezen év szeptemberében rendezett svájci Szuperkupa-döntő volt, ahol a Pfadi Winterthur 33-31-es győzelmet aratott a Grasshoppers csapata felett. Nyilvánvaló volt, hogy a legnagyobb kihívás Buday számára a BL-szereplés volt. Nos, ha szerencsével is, de a 2003-2004-es idényben a svájci bajnok továbbjutott csoportjából a 2. helyen a maga 5 pontjával. Az ellenfelek között a francia ezüstérmes Chambéry Savoie, cseh bajnok Banik Karvina és horvát ezüstérmes RK Metković szerepelt. A csoportból kimagaslott a francia csapat, amely minden ellenfelét mind hazai környezetben, mind pedig idegenben megverte. A svájciaknak így a 2 másik „gyengébb" csoportellenféltől kellett pontokat szereznie a továbbjutáshoz. Ez sikerült is, mivel hazai környezetben mind a horvátokat, mind pedig a cseheket megverték. Idegenben 1 pont megszerzése is elegendő volt a továbbjutáshoz, ami sikerült is a Metković otthonában, a csoportbeli körbeveréseknek köszönhetően. A nyolcaddöntőben ezután a horvát bajnokcsapat RK Zagreb következett, amely már sajnos megálljt parancsolt a Pfadinak. A Zágrábban elszenvedett 8 gólos vereség (24:32) után hiába nyert hazai pályán a Buday-csapat (32:29), az sajnos kevés volt a továbbjutáshoz. A nemzetközi kupa-porondtól való búcsú után a svájci bajnokságban és kupában kellett bizonyítani. A bajnokságban sikerült a címvédés, így a csapat újra indulhatott a legerősebb nemzetközi kupa-sorozatban, a Bajnokok Ligájában, 2004/2005-ben. A kupavédés sajnos nem sikerült. Az újabb BL-szereplés sajnos már nem volt olyan sikeres, mint az előző évi. A spanyol bajnok Ciudad Realt, többszörös dán bajnok KIF Koldingot és bosnyák bajnok Izvidač Ljubuškit sorsolták összes Budayékkel. A végeredmény 6 vereség lett, így a svájciak a KEK-ben sem folytathatták kupa-szereplésüket. E közben az edző és a játékosok között megromlott a viszony, valamint Buday más koncepció mentén képzelte el a csapat jövőjét. Ezután a csapat és az edző a szakítás mellett döntött. Buday 2005 januárjában 18 hónapnyi munkát követően távozott az alpesi országból.
Februárban a magyar edző visszatért Magyarországra, s egy kisebb pihenőt követően a hódmezővásárhelyi női kézilabda-csapatnál helyezkedett el. A 2 fél egy plusz egyéves megállapodást kötött egymással. Vásárhelyen a nemzetközi szereplés kiharcolását fogalmazták meg célként a 2005/2006-os idényre. Budaynak, elmondása szerint, külön érdekesség, kihívás volt ez a feladat, mert korábban még soha nem irányított női csapatot. A csongrádiak a bajnokság alapszakaszában 7 győzelmet és 13 vereséget „értek el”. Ezzel a 8. helyről indíthatták a rájátszást. Mint kiderült, innen nem sikerült előrelépni, mivel a hódmezővásárhelyiek valamennyi (6 mérkőzés) rájátszásbeli mérkőzésüket elveszítették. Így a végelszámolásban is a 8. helyen végeztek Budayék. A magyar kupában sem alkottak maradandót a hölgyek, így nem hosszabbítottak a magyar edzővel. A gyenge szereplésnek több oka is volt. Több, korábban alapembernek számító, játékos is elhagyta a vásárhelyi egyesületet 2005-ben. A klubnál az évek során jelentős tartozások halmozódtak fel a volt játékosok és edzők felé, e mellett több hónapot késtek a játékosok fizetései is. A megkötött reklámszerződések összegei és a beígért támogatások egyaránt késtek. A lányok több vereséget is elszenvedtek a bajnokságban, amelynek következtében elvesztették önbizalmukat, hit és meggyőződés nélkül játszottak. Buday már novemberben felajánlotta lemondását, de azt nem fogadták el akkor. Utólag így értékelte ezt az 1 évet a Délvilág 2006. június 2-ai számában: „Összességében a nyolcadik hellyel elégedett vagyok, azzal azonban ahogy elértük, azzal már nem. A play off szereplés pedig borzasztóan elszomorított, csalódást okozott. A gárda a kritikus pillanatokban mindig összeomlott, mint a kártyavár és azt követően már nem tudtam belenyúlni a mérkőzésbe".
Ezt követően 2006 júniusában Buday Ferenc az osztrák Innsbruck férfi együtteséhez távozott.
Egy sportigazgatót kerestek Ausztriában, aki nem csupán a felnőtt csapat szakmai irányítását látja el, hanem az utánpótlás-nevelést, a sportág népszerűsítését, valamint az egyesületen belüli edzőképzést is. Ezen feladatoknak a magyar edző szívesen tett eleget. Az ausztriai kitérő azonban nem tartott sokáig. Eredendően Innsbruckba vezetőedzőnek szerződött Buday, csak a végére az elnök fiának „adták” a posztot. Sportigazgatóként azonban az egyesület egész kézilabdaéletében kellett tevékenykednie, így nem maradt munka nélkül a magyar. Több évre terveztek a felek, de a második évre az osztrákoknak már nem volt megfelelő keretük egy sportigazgatóhoz, inkább játékosra költöttek. Az egyesület érdekeit nézve Buday is egyetértett a kialakult helyzettel, s inkább a távozás mellett döntött. Közben 2007. márciusban a magyar edző értesült arról, hogy vezetőedzőt keres egy izlandi klub, a FRAM Reykjavík. A felek gyorsan megállapodtak, s 1+1 éves szerződést kötöttek egymással. Ezzel Buday Ferenc lett az első magyar kézilabdaedző Izlandon. 2007 júliusában állt munkába a Challenge-kupában érdekelt együttesnél. A csapat azonban anyagi problémákkal küzdött, a főszponzor ugyanis időközben pénzügyi csődbe jutott, ami később megmutatkozott a játékosok motiváltságában is. Így 2008 tavaszától már nem Buday irányította az izlandiakat. Ottani ténykedése alatt egy kupaezüstöt szerzett, valamint távozásakor a bajnokságban a 2. helyet foglalta el gárdája. Fél éves pihenő következett, majd a Csurgói KK kereste meg a tapasztalt trénert. Itt 2008 novemberében állt munkába, s a magyar bajnokság 8-12. helyének megszerzését tűzték ki célul az edzőnek. A 2008/2009-es évben az újonc somogyi gárda az alapszakasz 12. helyét szerezte meg a 14 csapatos bajnokságban, amit a rájátszásban sikerült tovább javítania, s végül a 9. helyet érte el a szezon végén. A 2009/2010-es bajnoki idényben csak 2010. márciusig irányíthatta csapatát Buday, mivel egy fontos célt, a Magyar Kupa négyes döntőjébe való jutást nem sikerült elérnie a csurgóiakkal. Nagy meglepetésre – a sokkal esélytelenebbnek tartott – Balatonfüred a legjobb 8 között búcsúztatta a Buday-csapatot. Mint az hamarosan kiderült, e vereség a tréner állásába került. A Csurgóiak végül ahogy a bajnokság alapszakaszban, úgy a végelszámolásban is a 6. helyezést szerezték meg, amelyhez Buday-mester is tevékenyen hozzájárult.
Több, mint fél éves kihagyást követően Buday visszatért egyik korábbi állásadójához, az Orosháza férfi kézilabda-csapatához. A 2010/2011-es évadban NB1-ben újoncként szereplő békési gárda december elejéig mindössze 1 pontot szerzett a bajnokságban. Az eredménytelenség miatt az orosházi vezetők edzőváltásra szánták el magukat, s Füzesi Ferenc munkáját Buday vette át 2010. decemberétől. A felek az évad végéig tartó megállapodást kötöttek egymással. Az új edző irányításával 1. mérkőzését meg is nyerte a viharsarki gárda, s legyőzte a Dunaferr csapatát (Orosháza-Dunaferr 26-24). Ennek ellenére továbbra is nehéz helyzetben volt az újonc, s a kiesés ellen menekült. 2011 áprilisától már nem Buday irányította az orosházaiakat, mert megromlott kapcsolata játékosaival (utódja Füzesi Ferenc lett). A viharsarkiak így sem tudtak megmenekülni, s a 2010-2011-es magyar bajnoki évadot a 11., kieső helyen zárták.
2011 októberében Rosta Istvánt váltotta, a 2011-2012-es férfi kézilabda-bajnokság első osztályában szereplő, addig 9 vereséget szenvedő, Mezőkövesdi KC kispadján. Feladata hasonló volt, mint Orosházában, a kieső-zónából kellett kivezetnie csapatát. A cél nem sikerült, ugyanis az alapszakaszban utolsó előtti helyen végzett a borsodi gárda, így csak az alsóházba kapott „besorolást”. A kiesés elleni küzdelem, a rájátszás, 6 mérkőzésén 3 győzelem és 3 vereség született, ami nem volt elég az NB1-ben való maradáshoz. A Mezőkövesd összesítésben a 12 csapatos férfi kézilabda-bajnokság első osztályában az utolsó előtti, 11. helyen végzett. Buday szerződése 2012. május 31-én járt le, melyet a Mezőkövesd nem hosszabbított meg.
Az évek során, ha a magyar szövetségi kapitányi posztra kerestek utódot, többször is felmerült Buday neve, mint lehetséges jelölt. Eddig azonban még nem esett rá a választás. 2003-ban Skaliczki László szövetségi kapitány segítőjeként részt vett a portugáliai világbajnokságon, amelyen a magyar férfi válogatott, az elért 6. helyezéssel, kiharcolta az olimpiai szereplés jogát.

## Edzői pályafutásának főbb állomásai
- Magyar férfi ifjúsági-válogatott vezetőedzője (1997)
- Magyar férfi junior-válogatott vezetőedzője (1998)
- Magyar férfi nemzeti válogatott másodedzője (2003)
- Szegedi Volán/Pick Szeged férfi kézilabda-csapatának vezetőedzője (1980-81 és 1998-1999)
- Hódiköt SE férfi kézilabda-csapatának vezetőedzője (1981-1985)
- Teramo férfi kézilabda-csapatának vezetőedzője (1985-1988)
- Gaeta férfi kézilabda-csapatának vezetőedzője (1988-1989)
- Rubiera férfi kézilabda-csapatának vezetőedzője (1989-1992)
- Orosháza férfi kézilabda-csapatának vezetőedzője (2001. szeptember – 2002. június 30. és 2010. december 6. - 2011. április 27.)
- Dunaferr SE férfi kézilabda-csapatának vezetőedzője (2002. július 1. – 2003. április 7.)
- Pfadi Winterthur férfi kézilabda-csapatának vezetőedzője (2003. augusztus – 2005. január), ugyanezen csapatnál a junioroknál és másodedzőként dolgozott 1999 és 2001 között
- Hódmezővásárhely női kézilabda-csapatának vezetőedzője (2005-2006-os bajnoki évad)
- Innsbruck férfi kézilabda-csapatának sportigazgatója, vezetőedzője (2006. június – 2007 tavasza)
- FRAM Reykjavík férfi kézilabda-csapatának vezetőedzője (2007. július – 2008 tavasza)
- Csurgói KK férfi kézilabda-csapatának vezetőedzője (2008. november – 2010. március)
- Mezőkövesdi KC férfi kézilabda-csapatának vezetőedzője (2011. október 28. – 2012. május 31.)

## Eredményei játékosként

### Budapest Honvéd
- - 2 magyar bajnoki aranyérem: 1972, 1976
  - 1 magyar kupa aranyérem: 1971

### Szegedi Volán
- - 1 magyar kupa aranyérem: 1977

## Eredményei edzőként

### Magyarország
- - 1997-es ifjúsági Európa-bajnokság: - 3. hely 
  - 1998-as junior Európa-bajnokság: - 3. hely

### Pick Szeged
- - 1 magyar bajnoki bronzérem: 1998/1999

### Dunaferr SE
- - 1 magyar bajnoki bronzérem: 2002/2003

### Pfadi Winterthur
- - 1 svájci bajnoki aranyérem: 2003/2004 
  - 1 svájci szuperkupa aranyérem: 2003

### FRAM Reykjavík
- - 1 izlandi kupa ezüstérem

## Buday eddigi nemzetközi tétmérkőzései csapataival

### Pick Szeged[46]
| Szezon    | Kupasorozat | Forduló | Időpont            | Helyszín | Hazai csapat          | Vendég csapat         | Eredmény      |
| --------- | ----------- | ------- | ------------------ | -------- | --------------------- | --------------------- | ------------- |
| 1998-1999 | City-kupa   | 1/16    | 1998. október 3.   | Tongeren | Handballclub Tongeren | Pick Szeged           | 18-29 (8-17)  |
|           |             | 1/16    | 1998. október 10.  | Szeged   | Pick Szeged           | Handballclub Tongeren | 33-14 (15-7)  |
|           |             | 1/8     | 1998. november 13. | Szeged   | Pick Szeged           | CSZKA Kijev           | 40-14 (19-4)  |
|           |             | 1/8     | 1998. november 15. | Szeged   | CSZKA Kijev           | Pick Szeged           | 25-35 (13-17) |
|           |             | 1/4     | 1999. január 31.   | Szeged   | Pick Szeged           | TuS Nettelstedt       | 25-28 (10-14) |
|           |             | 1/4     | 1999. február 6.   | Lübbecke | TuS Nettelstedt       | Pick Szeged           | 28-29 (13-14) |

### Dunaferr SE[47]
| Szezon    | Kupasorozat | Forduló | Időpont            | Helyszín      | Hazai csapat             | Vendég csapat            | Eredmény      |
| --------- | ----------- | ------- | ------------------ | ------------- | ------------------------ | ------------------------ | ------------- |
| 2002-2003 | EHF-kupa    | 2.kör   | 2002. október 5.   | Dunaújváros   | Dunaferr SE              | S.T.U.Shevardeni Tbilisi | 34-11 (17-6)  |
|           |             | 2.kör   | 2002. október 6.   | Dunaújváros   | S.T.U.Shevardeni Tbilisi | Dunaferr SE              | 22-33 (13-14) |
|           |             | 3. kör  | 2002. november 9.  | Belgrád       | Partizan Beograd         | Dunaferr SE              | 26-25 (11-12) |
|           |             | 3. kör  | 2002. november 16. | Dunaújváros   | Dunaferr SE              | Partizan Beograd         | 31-23 (15-8)  |
|           |             | 4. kör  | 2002. december 8.  | Dunaújváros   | Dunaferr SE              | RK Sintelon              | 27-19 (12-11) |
|           |             | 4. kör  | 2002. december 15. | Bačka Palanka | RK Sintelon              | Dunaferr SE              | 22-24 (11-10) |
|           |             | 1/4     | 2003. március 1.   | Winterthur    | Pfadi Winterthur         | Dunaferr SE              | 24-27 (14-14) |
|           |             | 1/4     | 2003. március 8.   | Dunaújváros   | Dunaferr SE              | Pfadi Winterthur         | 28-26 (14-15) |
|           |             | 1/2     | 2003. március 30.  | Asztrahán     | Lukoil-Dynamo Astrakhan  | Dunaferr SE              | 23-25 (13-14) |
|           |             | 1/2     | 2003. április 5.   | Dunaújváros   | Dunaferr SE              | Lukoil-Dynamo Astrakhan  | 27-30 (16-13) |

### Pfadi Winterthur[48]
| Szezon    | Kupasorozat     | Forduló     | Időpont            | Helyszín    | Hazai csapat        | Vendég csapat       | Eredmény      |
| --------- | --------------- | ----------- | ------------------ | ----------- | ------------------- | ------------------- | ------------- |
| 2003-2004 | Bajnokok Ligája | Csoport-kör | 2003. október 12.  | Winterthur  | Pfadi Winterthur    | Chambéry Savoie HB  | 25-29 (12-13) |
|           |                 | Csoport-kör | 2003. október 19.  | Metković    | RK Metković         | Pfadi Winterthur    | 29-29 (12-16) |
|           |                 | Csoport-kör | 2003. november 9.  | Winterthur  | Pfadi Winterthur    | HC Banik Karvina    | 38-29 (21-13) |
|           |                 | Csoport-kör | 2003. november 16. | Winterthur  | Pfadi Winterthur    | RK Metković         | 38-25 (17-10) |
|           |                 | Csoport-kör | 2003. november 22. | Albertville | Chambéry Savoie HB  | Pfadi Winterthur    | 32-31 (16-18) |
|           |                 | Csoport-kör | 2003. november 30. | Karvina     | HC Banik Karvina    | Pfadi Winterthur    | 34-31 (15-16) |
|           |                 | 1/8         | 2003. december 13. | Winterthur  | Pfadi Winterthur    | RK Zagreb           | 32-29 (19-15) |
|           |                 | 1/8         | 2003. december 21. | Zágráb      | RK Zagreb           | Pfadi Winterthur    | 32-24 (14-12) |
| 2004-2005 | Bajnokok Ligája | Csoport-kör | 2004. október 9.   | Winterthur  | Pfadi Winterthur    | KIF Kolding         | 28-38 (11-18) |
|           |                 | Csoport-kör | 2004. október 16.  | Ciudad Real | B.M. Ciudad Real    | Pfadi Winterthur    | 29-22 (13-13) |
|           |                 | Csoport-kör | 2004. október 23.  | Ljubuški    | RK Izvidač Ljubuški | Pfadi Winterthur    | 35-29 (18-17) |
|           |                 | Csoport-kör | 2003. október 30.  | Winterthur  | Pfadi Winterthur    | B.M. Ciudad Real    | 26-27 (10-14) |
|           |                 | Csoport-kör | 2003. november 7.  | Kolding     | KIF Kolding         | Pfadi Winterthur    | 38-26 (19-21) |
|           |                 | Csoport-kör | 2003. november 13. | Winterthur  | Pfadi Winterthur    | RK Izvidač Ljubuški | 27-29 (15-13) |

### FRAM Reykjavík[49]
| Szezon    | Kupasorozat    | Forduló | Időpont            | Helyszín  | Hazai csapat                | Vendég csapat               | Eredmény      |
| --------- | -------------- | ------- | ------------------ | --------- | --------------------------- | --------------------------- | ------------- |
| 2007-2008 | Challenge-kupa | 3. kör  | 2007. november 24. | Reykjavík | Ankara Il Özel Idare SK     | FRAM Reykjavík              | 24-29 (9-14)  |
|           |                | 3. kör  | 2007. november 25. | Reykjavík | FRAM Reykjavík              | Ankara Il Özel Idare SK     | 36-20 (15-6)  |
|           |                | 1/8     | 2008. február 16.  | Temesvár  | FRAM Reykjavík              | CSU Poli-Izometal Timisoara | 24-26 (15-13) |
|           |                | 1/8     | 2008. február 17.  | Temesvár  | CSU Poli-Izometal Timisoara | FRAM Reykjavík              | 24-25 (13-15) |

## Magánélete
Nős, 3 gyermek (Melinda, Dániel és Ferenc) édesapja. Érdekességképpen megjegyzendő, hogy Buday Ferenc, Dániel nevű fiának többször is az edzője volt hosszú pályafutása során. Nemcsak a Pick Szeged utánpótlás- és felnőtt-csapatánál, hanem a magyar ifjúsági- illetve junior-válogatottnál, valamint a Csurgó csapatánál is együtt dolgozott édesapa és fia.
Testvérei Buday Tamás olimpiai bronzérmes, világbajnok és Buday László európa-bajnoki 4. helyezett kenusok